# 더 팩트 뮤직 어워즈
더 팩트 뮤직 어워즈(TMA)는 2019년부터 진행되는 대한민국 음악시상식이다.

## 역대 주요 부문 수상작

### 2019년
제1회 2019 더 팩트 뮤직 어워즈
- 일시 : 2019년 4월 24일
- 장소 : 인천남동체육관
- 사회자 : 전현무, 서현
- 라인업 : 트와이스, BTS, 여자친구, 아이콘, 마마무 등등

### 2020년
제2회 2020 더 팩트 뮤직 어워즈
- 일시 : 2020년 3월 16일(온라인), 12월 12일
- 장소 : 파라다이스 시티 스튜디오파라다이스
- 사회자 : 없음
- 라인업 : TWICE, 마마무, ITZY, GOT7, 더보이즈 등등

### 2021년
제3회 2021 더 팩트 뮤직 어워즈 
- 일시 : 2021년 10월 2일
- 장소 : 없음
- 사회자 : 없음
- 라인업 : BTS, ITZY, 브레이브걸스, 위클리, 오마이걸 등등

### 2022년
제4회 2022 더 팩트 뮤직 어워즈
- 일시 : 2022년 10월 8일
- 장소 : 올림픽 체조 경기장
- 사회자 : 전현무, 서현
- 라인업 : BTS, NCTDREAM, 투모로우바이투게더, 더보이즈, 스트레이키즈, 에이티즈, 싸이, 임영웅, 강다니엘, (여자)아이들, ITZY, IVE, 뉴진스, 르세라핌, 케플러 등등